# سای یینجیا
سای یینجیا (انگلیسی: Saiyinjiya؛ زادهٔ ۲۵ اکتبر ۱۹۷۶)  کشتی‌گیر اهل چین بود. وی در بازی‌های المپیک تابستانی ۲۰۰۴ شرکت کرده‌است.